# Combate de Sama
El combate de Sama fue un enfrentamiento entre tropas (infantería, montoneras y la población peruana) y las tropas bolivianas cerca al pueblo de Sama en la región de Tacna ocurrido el 8 de enero de 1842, en el marco de la Guerra Peruano-Boliviana.

## Antecedentes
Posterior a lo de Ingavi en noviembre de 1841, los bolivianos invadieron el sur peruano.
Esta invasión se dio con el fin de asegurar los territorios y principales puertos del Perú, a partir de allí, se abren entonces diversos frentes de lucha en el sur peruano.
El 9 de diciembre de 1841, un regimiento al mando del coronel Manuel Rodríguez Magariños (Jefe de la segunda división boliviana) ocupa Tacna, otro al mando del coronel Bernardo Rojas ocupan Arica, y otra al mando del coronel José María García ocupan Tarapacá, mientras las fuerzas de José Ballivián ocupan Moquegua y Puno.

## Historia
Si bien la declaración de guerra por parte del Congreso peruano ocurrió en julio de 1841, la provincia de Tarapacá y el puerto de Arica ya se habían visto afectadas por la incursión de una columna del ejército de Bolivia al mando del teniente Hilarión Ortiz los primeros días del mes de enero de ese año (Archivo Regional de Tacna), penetración que si bien no llegó a enfrentamientos de fuego, si constituyó una muestra de la profundidad de la crisis a la que se enfrentaban nuevamente ambas repúblicas.
Los pobladores de Tacna, Arica y Tarapacá en la palestra de la rebeldía no solo hostigando a las divisiones y columnas bolivianas en su paso por los lugares habitados, sino además en la conformación de montoneras en Sama, Lluta y Azapa (El Comercio, 27/12/1841, Pág. 3), todas ellas abocadas a hacer una guerra incesante, tal como lo informó el prefecto accidental del departamento de Moquegua, Matías Télles, al ministro de Despacho de Gobierno el 18 de diciembre de 1841:

 Desde el día 9 del que rige, en que entraron a Tacna los invasores, hasta la fecha, se hallan en continua alarma, pues el odio del pueblo a ellos cada día es más pronunciado, y el disgusto que manifiestan los pocos habitantes que han quedado los tiene lleno de terror. […]

Por los suburbios del pueblo se han formado partidas de guerrillas que por la noche disparan tiros, aumentando así el miedo de los invasores, que temerosos de un contraste tienen que dormir al frente de la tropa. En los valles de Sama, Lluta y Azapa que se hallan al sur y norte de la capital, han formado los vecinos de ellos, junto con los emigrados de Tacna, gruesas partidas de guerrillas que hacen a los enemigos una terrible guerra de recursos y les tienen interceptados todos los caminos por donde debiera entrarles muchos víveres. La prefectura ha cuidado de proveerlos de armas y darles las instrucciones convenientes. La provincias de Moquegua y Tarapacá se hallan en el mejor sentido, y por lo que hace a Tacna y Arica no tengo expresiones suficientes para significar a Uds. el entusiasmo de que se hallan animados para hacer la guerra a los invasores".

El Comercio 29-12-1841 Pág. 2 y 3.

De este modo, el actuar de las montoneras fue determinante en el debilitamiento de las tropas bolivianas, sobre todo a través de las quitadas de armas y animales. Por ejemplo, para fines de 1841 se informa que la montonera de Lluta había tomado “dos soldados y parte de caballos”, además de quitarles a las “rabonas los borricos”; también la captura en Chacalluta de “cuarenta bestias, un caballo y un mula” y la lectura de un bando para que se “presentasen los emigrados y los que tengan armas so pena de ser castigados como enemigos” (El Comercio, 29/12/1841, p. 4), o la noticia trasmitida por el contramaestre de la corbeta Yungay de que “400 montoneros de Azapa al mando del comandante Ramos habían derrotado completamente a 200 bolivianos quitándoles todos los pertrechos de guerra” (El Comercio, 10/01/1842, p. 2).

## Combate
Luego de haber invadido las regiones de Tacna, Arica, Tarapacá; el ejército boliviano se vería asediado por las guerrillas y milicias peruanas de cada zona.
El Coronel Manuel Lavayen y el Mayor Juan Bautista Ramos luego de haber repelido al ejército boliviano en Locumba en la batalla de Altos de Chipe en diciembre de 1841, esta vez redirige sus tropas en el valle de Sama el 8 de enero de 1842.
Las guerrillas de Ramos y Lavayén al mando de 278 hombres entre montoneras, soldados de infantería y población local derrotan a las tropas del Coronel Manuel Rodríguez Magariños. Toda la región de Sama quedó en poder de ellas.
Gregorio Albarracín participa en esta contienda que derrota a la compañía boliviana en el valle de Sama y luego bajo las órdenes de Manuel Mendiburu se enfrentan a las fuerzas de José Ballivián hasta desalojarlos de Moquegua.
Las montoneras de Sama, Lluta y Azapa ,que constantemente dificultaban la logística militar evitando que puedan ser reabastecidos de municiones y alimentos, tuvieron una destacada actuación para la victoria; por tal motivo las tropas bolivianas viéndose debilitadas y arrinconadas fueron derrotadas en los combates de Arica y de Sama, viéndose obligados a retroceder hacia Puno y Moquegua en febrero de 1842.
Las tropas bolivianas abandonan completamente toda Tacna en febrero de 1842.